# Asbjørn Ruud
Asbjørn Ruud (ur. 6 października 1919 w Kongsbergu, zm. 26 marca 1989 w Oslo) – norweski skoczek narciarski, złoty medalista mistrzostw świata w narciarstwie klasycznym.

## Kariera
Asbjørn Ruud był najmłodszym z trzech braci, którzy w latach trzydziestych i czterdziestych XX wieku odnosili sukcesy w skokach narciarskich. Sigmund urodził się w 1907, Birger w 1911, a najmłodszy Asbjørn 6 października 1919. Chłopcy wychowali się i spędzili całe życie w miejscowości Kongsberg, w prowincji Buskerud, na zawodach reprezentując tamtejszy klub Kongsberg IL.
Bracia Ruud znani byli ze specyficznego stylu skakania – z ramionami obracającymi się wzdłuż tułowia. W latach 1929–1938 wygrali siedem z jedenastu rozgrywanych wówczas konkursów o mistrzostwo świata lub mistrzostwo olimpijskie.
Swój największy sukces Asbjørn Ruud osiągnął w 1938 podczas mistrzostw świata w Lahti, gdzie wywalczył złoty medal, wyprzedzając drugiego w konkursie Stanisława Marusarza o 0,3 punktu. Trzecie miejsce zajął kolejny Norweg Hilmar Myhra. Dzięki temu wyczynowi Asbjørn Ruud pozostawał najmłodszym mistrzem świata w historii skoków aż do 1995. Wtedy to inny reprezentant Norwegii Tommy Ingebrigtsen zwyciężył na mistrzostwach świata w Thunder Bay. Starsi bracia Asbjørna także byli mistrzami świata: Sigmund w 1929, a Birger w 1931, 1935 i 1937.
W 1948 wziął udział w igrzyskach olimpijskich w Sankt Moritz, zajmując siódme miejsce. Jego brat Birger zdobył srebrny medal. Był to jedyny start olimpijski Asbjørna.
Ponadto w 1946 zwyciężył w mistrzostwach Norwegii, pierwszych po II wojnie światowej. Wyczyn ten powtórzył w 1948.
W 1948 otrzymał medal Holmenkollen, 11 lat po Birgerze i rok przed Sigmundem.

## Osiągnięcia

### Igrzyska olimpijskie
| Miejsce | Dzień    | Rok  | Miejscowość  | Konkurs                         | Wynik     | Strata   | Zwycięzca      |
| ------- | -------- | ---- | ------------ | ------------------------------- | --------- | -------- | -------------- |
| 7.      | 7 lutego | 1948 | Sankt Moritz | Skocznia normalna indywidualnie | 228,1 pkt | -7,9 pkt | Petter Hugsted |

### Mistrzostwa świata
| Miejsce | Dzień     | Rok  | Miejscowość | Konkurs                         | Wynik     | Strata    | Zwycięzca   |
| ------- | --------- | ---- | ----------- | ------------------------------- | --------- | --------- | ----------- |
| 1.      | 27 lutego | 1938 | Lahti       | Skocznia normalna indywidualnie | 226,4 pkt | -         | -           |
| 9.      | 12 lutego | 1939 | Zakopane    | Skocznia normalna indywidualnie | 224,7 pkt | -10,5 pkt | Josef Bradl |